# Массуренко, Данил Юрьевич
Дани́л Ю́рьевич Массуре́нко (род. 22 мая 1999, Целина, Ростовская область) — российский футболист, нападающий и полузащитник.

## Биография
Вырос в посёлке Целина, находящегося в Ростовской области. С детства увлекался футболом. По словам Массуренко, у него был выбор: пойти в футбол или в кикбоксинг. На первом варианте настоял отец, который сам играл на любительском уровне. Начинал заниматься футболом в местной спортивной школе «Целина». В ней он провёл два года, прежде чем на одном из турниров по мини-футболу его заметили и пригласили на просмотр в «Ростов». В системе «Ростова» он тренировался четыре года. В какой-то момент на один из детских турниров приехал селекционер из Подмосковья. Он заприметил Массуренко и зимой позвонил отцу футболиста, что в Егорьевске предлагают приехать на просмотр. На то, чтобы добраться до Москвы из Ростова, юному Данилу потребовалось в общей сложности около 20 часов. В столице его встретил тот самый селекционер, и вместе с ним они уже добрались до пункта назначения.
С 2015 года в возрасте 15 лет начал участвовать в играх за подмосковную школу «Мастер-Сатурн» среди юношеских команд своего года рождения. Проживал Массуренко в интернате, из-за чего ему на первых порах было тяжело адаптироваться, так как ранее он жил только с родителями. В «Сатурне» на момент прихода футболиста всё ещё оставалась «дедовщина» где старшие отбирали еду у молодых, из-за чего возникали конфликты и драки между участниками. Но с приходом нового руководства всё это постепенно исчезло. В 2016 году дебютировал на взрослом уровне, проведя в сумме 38 матчей и забив 7 мячей в 3-м российском дивизионе за УОР № 5.
В феврале 2018 года перебрался в клуб «Химки», за который дебютировал 10 марта в матче 27-го тура Футбольной национальной лигой против «Шинника» (0:2), выйдя на 80-й минуте встречи вместо Сергея Веркашанского. В марте 2018 года в интервью клубной пресс-службе новый генеральный директор «Химок» сказал:

Он действительно перспективный парень, хотя, конечно, ему ещё только предстоит «обрасти мясом». Причём ему, могу сказать, сильно повезло. Его первым тренером в профессиональном футболе стал Юрий Анатольевич. Возлагаем на Данила большие надежды.— Василий Иванов
 Но с тех пор провёл за клуб всего 6 матчей, а бо́льшую часть карьеры в подмосковной команде отыграл в фарм-клубе «Химки-М».
3 июня 2023 года дебютировал в чемпионате России против «Пари Нижнего Новгорода» (0:2), выйдя на 80-й минуте встречи вместо Александра Руденко. По окончании матча клуб занял 15-е место и вылетел в первую лигу. А уже 1 июля контракт Массуренко с «Химками» закончился и он покинул его на правах свободного агента.
4 августа 2023 года присоединился к «Калуге». Дебютировал за новую команду 6 августа в матче 3-го тура второй лиги (дивизион «Б») против обнинского «Кванта» (7:0), выйдя на 58-й минуте. В этом же матче забил свой первый мяч за клуб.
26 февраля 2024 года стало известно, что Массуренко перешёл в «Легион» из Махачкалы.

## Клубная статистика
| Выступление      | Выступление      | Выступление      | Лига | Лига | Кубки | Кубки | Итого | Итого |
| Клуб             | Лига             | Сезон            | Игры | Голы | Игры  | Голы  | Игры  | Голы  |
| ---------------- | ---------------- | ---------------- | ---- | ---- | ----- | ----- | ----- | ----- |
| Химки            | ФНЛ              | 2017/18          | 2    | 0    | —     | —     | 2     | 0     |
| Химки            | ФНЛ              | 2018/19          | 2    | 0    | —     | —     | 2     | 0     |
| Химки            | ФНЛ              | 2019/20          | —    | —    | 0     | 0     | 0     | 0     |
| Химки            | Премьер-лига     | 2020/21          | 0    | 0    | 1     | 0     | 1     | 0     |
| Химки            | Премьер-лига     | 2021/22          | 0    | 0    | —     | —     | 0     | 0     |
| Химки            | Премьер-лига     | 2022/23          | 1    | 0    | —     | —     | 1     | 0     |
| Химки            | Итого            | Итого            | 5    | 0    | 1     | 0     | 6     | 0     |
| → Химки-М        | Вторая лига      | 2018/19          | 22   | 0    | —     | —     | 22    | 0     |
| → Химки-М        | Вторая лига      | 2019/20          | 10   | 6    | —     | —     | 10    | 6     |
| → Химки-М        | Вторая лига      | 2020/21          | 24   | 4    | —     | —     | 24    | 4     |
| → Химки-М        | Вторая лига      | 2021/22          | 8    | 2    | —     | —     | 8     | 2     |
| → Химки-М        | Вторая лига      | 2022/23          | 22   | 4    | —     | —     | 22    | 4     |
| → Химки-М        | Итого            | Итого            | 86   | 16   | —     | —     | 86    | 16    |
| Калуга           | Вторая лига      | 2023             | 14   | 1    | 1     | 0     | 15    | 1     |
| Калуга           | Итого            | Итого            | 14   | 1    | 1     | 0     | 15    | 1     |
| Всего за карьеру | Всего за карьеру | Всего за карьеру | 105  | 17   | 2     | 0     | 107   | 17    |